# Fuerza Nacional-Identitaria
Fuerza Nacional-Identitaria (FN-I) es un movimiento identitario chileno activo desde mayo de 2013. Algunas asociaciones lo catalogan como racista y de extrema derecha. Se compone principalmente de estudiantes universitarios de Santiago y Concepción y realizan actividades de propaganda y adoctrinamiento. Se declaran contrarios a la globalización y defienden el uso político de la noción de raza. Dentro de sus ideas está la segregación espacial de los inmigrantes para así "evitar la pérdida de las identidades".

## Ideología
Influenciado doctrinalmente por filósofos Tomislav Sunic, Friedrich Nietzsche, Julius Evola y los intelectuales de la Nouvelle Droite en general, el grupo propone unir a aquellas personas nacidas en Latinoamérica con pronunciadas raíces europeas. Dicen tener un enfoque gramsciano respecto del método de propaganda hacia su objetivo de reconocer la "desigualdad racial" como algo postivo. Se oponen tanto al globalismo como al capitalismo, al que acusan de "desarraigar a las personas" y de "homogeneizarlo todo".
Consideran que "un identitarismo que no toma en cuenta el factor racial está condenado a desaparecer", y que no es la cultura lo que genera identidad, sino la "sangre y el suelo". Aunque afirman no tener una identidad racial idéntica a la de un europeo puesto que esta se ha "nutrido de otro territorio físico", según el politólogo José Pedro Zúquete tanto el grupo como sus símiles en Europa y Norteamérica dicen poseer un "destino común" en tanto comparten lo que han llamado "hermandad de sangre".
En 2020 se les identificó como parte de la derecha alternativa internacional. Han colaborado con el medio supremacista blanco American Renaissance y el sitio Counter-Currents dirigido por el filósofo separatista blanco Greg Johnson. Además el grupo es creyente de la teoría conspirativa Plan Andinia, un supuesto entramado en donde todo el territorio de la Patagonia se convertira en un eventual estado judío.
Dirigen el Círculo de Estudios Pancriollistas, bajo el cual han publicado la revista Identitas (2014-2015) y libros de autores afines, entre los que se encuentran Tomislav Sunic y Jack Donovan.

## Simbología

Bandera de la Cruz de Borgoña, usada por FN-I.

Su simbología, que según ellos mismos describen en sus medios de propaganda, está formada por una bandera azul, que representa “el cielo y lo vertical”; y el blanco que “representa la identidad criolla”, la que relevan, como “el medio necesario para la generación de una Nación que integre a todos los criollos y les asegure su supervivencia”. Sus letras mezcladas, la “N” (Nación) y la “I” (con forma de martillo, según ellos, para la guerra y la creación, y que significa identidad), simbolizan el “gancho criollo”. Este grupo, usa también como símbolos al “Conquistador español” y la Cruz de Borgoña, bandera española de ultramar (1506-1701); usada irregularmente hasta 1793, como una forma de reivindicación del hombre blanco que llegó a conquistar América.